# فرودگاه آبی اقامتگاه پپلار بیچ
فرودگاه آبی اقامتگاه پپلار بیچ (به انگلیسی: Poplar Beach Resort Water Aerodrome) یک فرودگاه همگانی است . این فرودگاه در کشور کانادا قرار دارد و در ارتفاع ۱۰۶۹ متری از سطح دریا واقع شده است.